# 旧制小学校
旧制小学校（きゅうせいしょうがっこう）とは、1886年（明治19年）の明治19年勅令第14号（小学校令）で定められた初等教育の学校。
1886年（明治19年）より現代まで一貫して義務教育として制定されている。

## 歴史
尋常小学校（または尋常科、初等科）と高等小学校（または高等科）が設置されていた。
1890年（明治23年）勅令第215号によって改正され、高等小学校、高等科は尋常小学校、尋常科を卒業した児童がさらに2年教育を受ける課程となった。
1899年（明治32年）勅令第359号にて私立学校令が制定され私立学校と区別された。
1941年（昭和16年）勅令第148号の国民学校令により1947年（昭和22年）に学校教育法（昭和22年法律第26号）が制定されるまでの6年間、国民学校となっていた。

## 旧制小学校の例
- 岩科学校
- 旧開智学校
- 開明学校（申義堂）
- 旧遷喬尋常小学校
- 旧登米高等尋常小学校
- 旧金成小学校（現・栗原市金成歴史民俗資料館）
- 朝暘学校
- 旧水海道小学校
- 伊奈村陬学舎（東京）
- 青梅学舎（東京）
- 旧中込学校（長野県）
- 見附学校（静岡県磐田）
- 睦沢学校（山梨県、1876年）
- 勝沼学校（山梨県）
- 中沢学校（長野県）
- 贅川学校（長野県）
- 穂高学校（長野県）
- 旧豊郷小学校
- 旧頼城小学校（現・星槎大学）
- 旧月立小学校（気仙沼市）
- 旧男鹿市立加茂青砂小学校（現・男鹿市立北陽小学校）
- 山形市立第一小学校
- 智頭町立山形第一小学校（智頭町立山形小学校）
- 旧樺穂小学校
- 旧真岡小学校
- 旧東村花輪小学校（現・みどり市立あずま小学校）
- 川場尋常高等小学校（現・川場村歴史民俗資料館）
- 飯田市立追手町小学校
- 旧敷島小学校（現・渋川市立津久田小学校、奉安殿は文化財）
- 旧亀城小学校（現・刈谷市郷土資料館）
- 旧坂下尋常高等小学校（現・鈴鹿峠自然の家）
- 旧西押立国民学校（現・湖東町歴史民俗資料館, 講堂「錬成館」は文化財）
- 番組小学校
  - 旧京都市立有済小学校（太鼓望楼は文化財）
  - 旧京都市立明倫小学校（現・京都芸術センター）
  - 旧京都市立龍池小学校（現・京都国際マンガミュージアム）
  - 旧京都市立開智小学校（現・京都市学校歴史博物館）
- 福知山市立惇明小学校
- 旧長野町尋常高等小学校（現・河内長野市立武道館）
- 旧岸和田村尋常小学校
- 旧内山下小学校
- 川西尋常小学校（現・富田林市立川西小学校教育歴史資料室）
- 湯浅小学校
- 旧学習院初等学科
- 旧渋民尋常小学校
- 旧田所小学校
- 旧加茂青砂小学校（現・男鹿市立北陽小学校）
- 旧滝部小学校（現・下関市立豊北歴史民俗資料館）
- 旧仁堀尋常高等小学校（現・赤磐市吉井郷土資料館）
- 水元小学校（葛飾区教育資料館）
- 旧山本小学校
- 函館ハリストス正教会正教学校（普通小学校）
- 沼津兵学校付属小学校
- 本立学校（小学校、明治13年）
- 楢泉学校（小学校、明治13年）
- 紅翠学舎（小学校、明治13年）
- 養戚学校（小学校、明治12年）
- 小野尋常小学校校舎（現・小野公民館）
- 旧吾妻第三小学校（現・中之条町歴史民俗資料館）
- 復興小学校（渋谷区立広尾小学校ほか）
- 旧山辺学校
- 明親館 (兵庫)
- 吹屋小学校
- 花岡学院
- 小学校 (台湾)
- 公学校
- 国語伝習所
- 蕃人公学校
- 蕃童教育所